# Bundesautobahn 115
Bundesautobahn 115 (em português: Auto-estrada Federal 115) ou A 115, é uma auto-estrada na Alemanha.
A Bundesautobahn 115 tem 28 km de comprimento. Parte de sua extensão fez parte do antigo autódromo de AVUS.

## Estados
Estados percorridos por esta auto-estrada:
- Berlin
Brandemburgo